# Mike Mitchell (réalisateur)
Pour les articles homonymes, voir Mike Mitchell.
Mike Mitchell est un réalisateur américain né en 1970 dans l'Oklahoma.

## Biographie
Mike Mitchell s'est révélé en 1999 en tant que réalisateur, coscénariste et producteur du court-métrage Herd, primé dans plusieurs manifestations dont le Festival de Slamdance. 
Passé au long-métrage la même année avec Deuce Bigalow : Gigolo à tout prix, il a réalisé Sky High, avec Kurt Russell et Kelly Preston en tête de distribution.
Mitchell a fait ses études au California Institute of the Arts de Los Angeles et a travaillé aux scénarios et storyboards de Fourmiz, James et la Pêche géante, Monkeybone, Shrek 2 et Shrek 3.

## Filmographie

### Réalisateur
- 1993 : Frannie's Christmas (court métrage)
- 1994 : The Itsy Bitsy Spider (série d'animation)
- 1999 : Herd (court métrage)
- 1999 : Deuce Bigalow : Gigolo à tout prix (Deuce Bigalow: Male Gigolo)
- 2002 : Greg the Bunny (série télévisée)
- 2004 : Famille à louer (Surviving Christmas)
- 2005 : L'École fantastique (Sky High)
- 2007 : The Loop (série télévisée)
- 2010 : Shrek 4 : Il était une fin (Shrek Forever After)
- 2011 : Alvin et les Chipmunks 3 (Alvin and the Chipmunks: Chipwrecked)
- 2015 : Bob l'éponge, le film : Un héros sort de l'eau (The SpongeBob Movie: Sponge Out of Water, séquences filmées)
- 2016 : Les Trolls (Trolls) coréalisé avec Walt Dohrn
- 2019 : La Grande Aventure Lego 2 (The Lego Movie 2: The Second Part, coréalisé avec Trisha Gum[1])
- 2024 : Kung Fu Panda 4 coréalisé avec Stephanie Stine

### Acteur
- 1999 : Herd (Court métrage) de Mike Mitchell : Mailman
- 1999 : American Detective de Dan Brown : Urban Guy #1
- 2006 : Cheap Date de Mike Bell : Woman in hall
- 2009 : Monstres contre Aliens (Monsters Vs. Aliens) de Conrad Vernon et Rob Letterman : Advisor Wedgie
- 2009 : B.O.B.'s Big Break (Vidéo) de Robert Porter : l'homme invisible
- 2010 : Shrek 4 (Shrek Forever After) de Mike Mitchell : voix supplémentaires
- 2010 : Megamind (MegaMind) de Tom McGrath : Un père dans la foule

### Scénariste
- 1993 : Frannie's Christmas (Court métrage) de Mike Mitchell
- 1999 : Herd (Court métrage) de Mike Mitchell

### Producteur
- 1993 : Frannie's Christmas (Court métrage) de Mike Mitchell
- 1999 : Herd (Court métrage) de Mike Mitchell
- 2011 : Tortoise and Hippo de John Dykstra

### Diverses équipes
- 1997 : Loose Tooth (Court métrage) de Lee McCaulla : chargé d'animation
- 2004 : Shrek 2 de Andrew Adamson, Kelly Asbury et Conrad Vernon : additional storyboard artist
- 2006 : Inland Empire de David Lynch : assistant production additionnel
- 2007 : Shrek le troisième (Shrek the Third) de Chris Miller et Raman Hui : additional story artist
- 2008 : Kung Fu Panda de Mark Osborne et John Stevenson : consultant creative
- 2009 : Monstres contre Aliens (Monsters Vs. Aliens) de Conrad Vernon et Rob Letterman : artiste storyboard